# Probathyopsis
Probathyopsis is een geslacht van uitgestorven zoogdieren uit de familie Prodinoceratidae van de Dinocerata. Dit dier leefde tijdens het Laat-Paleoceen in Noord-Amerika.

## Kenmerken
Probathyopsis was ongeveer 300 kg zwaar en had daarmee het formaat van een hedendaagse Midden-Amerikaanse tapir. Het dier was klein ten opzichte van zijn latere verwanten, maar wel een van de grootste zoogdieren van het Paleoceen. Probathyopsis had verlengde hoektanden, maar in tegenstelling tot zijn latere verwanten geen hoorns. Het was een herbivoor. Er was sprake van seksuele dimorfie, waarbij de mannelijke dieren tien procent groter waren dan de vrouwelijke dieren.

## Vondsten
P. praecursor werd in 1929 beschreven door George Simpson van het American Museum of Natural History. Het fossiele materiaal - bestaande uit onderkaken met tanden - was gevonden in het Clark's Fork-bekken in de Amerikaanse staat Wyoming. Tien jaar later werd op basis van vondsten in Colorado P. harrisorum beschreven. P. harrisorum leefde in het Laat-Tiffanian en Vroeg-Clarkforkian en was groter dan P. praecursor. P. praecursor leefde tijdens het Midden- en Laat-Clarkforkian. P. lvsitensis uit Wyoming leefde in het Vroeg-Eoceen (Wasatchian NALMA). Deze soort is slecht bekend en behoort mogelijk tot Bathyopsis.

## Verwantschap
Probathyopsis is een van de oudst bekende vertegenwoordigers van de Dinocerata. Het is nauw verwant aan Prodinoceras uit het Laat-Paleoceen van Azië.